# Вишневський рудник
Вишневський рудник – гірничодобувне підприємство у Башкортостані.
В 2011 році Башкирське шахтопрохідницьке управління (БШПУ) отримало ліцензію на розробку мідно-цинковоколчеданного Вишневського родовища, яке було відкрите ще в 1973 році. Запаси родовища за російськими категоріями С1+С2 оцінювались у 8,9 млн тон із середнім вмістом 1,2% міді та 2,12% цинку (також родовище містить суттєві концентрації золота – 1,4 грама на тону).
В 2012-му з родовища отримали першу руду, проте початок повноцінної експлуатації припав на 2015 рік. Первісно розробку вели відкритим способом, а в 2020-му узялись за спорудження підземного рудника, потужність якого має становити 0,45 млн тон руди на рік. Проект передбачає спорудження стовбуру «Клітьовий» глибиною біля 500 метрів та транспортного ухилу, портал якого знаходиться у кар’єрі.
Оскільки БШПУ не має власних збагачувальних потужностей, руду відправляють на фабрики Уральської гірничо-металургійної компанії та групи «Русская медная компания».